# Liste des ponts couverts du Nouveau-Brunswick
Voici une liste des 63 ponts couverts du Nouveau-Brunswick (Canada), dont 59 sont gérés par le ministère des Transports du Nouveau-Brunswick,.

## Ponts en service
| Nom                                   | Localisation   | Ferme          | Bâti en        |
| Comté d'Albert                        | Comté d'Albert | Comté d'Albert | Comté d'Albert |
| ------------------------------------- | -------------- | -------------- | -------------- |
| Pont Bramford-Colpitts                |                | Burr           | 1943           |
| Pont numéro 3 du ruisseau Crooked     |                | Howe et Queen  | 1945           |
| Pont de la Rivière-Forty-Five-No 1    |                | Howe et Queen  | 1914           |
| Pont Mitton William                   |                | Burr           | 1942           |
| Pont de Point Wolfe                   |                | Howe et Queen  | 1992           |
| Pont numéro 0.5 du ruisseau Sawmill   |                | Howe et Queen  | 1908           |
| Pont du lac Germantown                |                | Howe et Queen  | 1903           |
| Pont Peter-Jonah                      |                | King et Queen  | 1912           |
| Pont Hartley-Steeves                  |                | Howe et Queen  | 1923           |
| Comté de Carleton                     |                |                |                |
| Pont Mangrum                          |                | Howe et Queen  | 1909           |
| Pont de Florenceville                 |                | Howe           | 1907           |
| Pont de Hartland                      |                | Howe           | 1901           |
| Pont Ellis                            |                | Howe et Queen  | 1909           |
| Comté de Charlotte                    |                |                |                |
| Pont de Canal                         |                | Howe et Queen  | 1917           |
| Pont de Maxwell Crossing              |                | Howe           | 1910           |
| Pont McGuire                          |                | Howe           | 1913           |
| Pont McCann                           |                | Howe           | 1938           |
| Pont de Dumbarton                     |                | Howe           | 1928           |
| Pont de Mill Pond                     |                | Howe           | 1910           |
| Pont de Flume Ridge                   |                | Pratt et Queen | 1905           |
| Comté de Gloucester                   |                |                |                |
| Pont du Village historique acadien    |                | Howe et Queen  | 2000           |
| Comté de Kent                         |                |                |                |
| Pont Tom-Graham                       |                | Howe et Queen  | 1928           |
| Pont de Camerons Mill                 |                | Howe et Queen  | 1950           |
| Comté de Kings                        |                |                |                |
| Pont Marven                           |                | Howe et Queen  | 1903           |
| Pont du ruisseau Bloomfield           |                | Howe et Queen  | 1917           |
| Pont de l'Île Darlings                |                | Howe et Queen  | 1914           |
| Pont de French Village                |                | Howe           | 1912           |
| Pont de Smithtown                     |                | Howe et Queen  | 1914           |
| Pont Salmon                           |                | Howe           | 1908           |
| Pont de Plumweseep                    |                | Howe et Queen  | 1911           |
| Pont de Malone                        |                | Howe           | 1911           |
| Pont Bayswater                        |                | Howe et Queen  | 1920           |
| Pont de Centreville                   |                | Howe et Queen  | 1911           |
| Pont numéro 1.5 du ruisseau Moosehorn |                | Howe et Queen  | 1915           |
| Pont Tranton                          |                | Howe et Queen  | 1927           |
| Pont Oldfields                        |                | Howe           | 1910           |
| Pont Urney                            |                | Howe et Queen  | 1905           |
| Pont de Moores Mills                  |                | Howe et Queen  | 1923           |
| Pont MacFarlane                       |                | Howe           | 1909           |
| Comté de Madawaska                    |                |                |                |
| Pont numéro 2 du ruisseau Baker       |                | Howe et Queen  | 1939           |
| Pont Boniface                         |                | Howe           | 1925           |
| Pont numéro 2 de la rivière Quisibis  |                | Howe           | 1951           |
| Comté de Northumberland               |                |                |                |
| Pont de Nelson Hollow                 |                | Howe et Queen  | 1900           |
| Comté de Queens                       |                |                |                |
| Pont Aaron-Clarke                     |                |                | 1927           |
| Pont Burpee                           |                | Howe et Queen  | 1913           |
| Pont Starkey                          |                | Howe et Queen  | 1939           |
| Comté de Saint-Jean                   |                |                |                |
| Pont Hardscabble numéro 2             |                | Howe           | 1946           |
| Pont du ruisseau Tynemouth            |                | Howe           | 1927           |
| Pont du ruisseau Vaughan              |                | Howe           | 1935           |
| Comté de Sunbury                      |                |                |                |
| Pont de Hoyt Station                  |                | Howe et Queen  | 1936           |
| Pont Patrick-Owens                    |                | Howe et Queen  | 1909           |
| Pont de Mill Settlement               |                | Howe et Queen  | 1912           |
| Pont Bell                             |                | Howe et Queen  | 1931           |
| Comté de Victoria                     |                |                |                |
| Pont de Tomlinson Mill                |                | Howe           | 1918           |
| Comté de Westmorland                  |                |                |                |
| Pont Poirier                          |                | Howe et Queen  | 1942           |
| Pont Budd                             |                | Howe et Queen  | 1913           |
| Pont couvert de la Côte-Magnétique    | Moncton        | Howe et Queen  | 1983           |
| Pont Boudreau                         | Memramcook     | Howe et Queen  | 1930           |
| Pont Hasty                            |                | Howe           | 1929           |
| Pont Joshua-Gallant                   |                | Howe et Queen  | 1935           |
| Pont Wheaton                          |                | Howe et Queen  | 1916           |
| Comté d'York                          |                |                |                |
| Pont de Benton                        |                | Howe et Queen  | 1927           |
| Pont de Nackawic Siding               |                | Howe et Queen  | 1927           |